# Physalaemus ephippifer
Physalaemus ephippifer é uma espécie de anfíbio da família Leptodactylidae.
Pode ser encontrada nos seguintes países: Brasil, Guiana Francesa, Guiana, Suriname e Venezuela.
Os seus habitats naturais são: florestas subtropicais ou tropicais húmidas de baixa altitude, marismas intermitentes de água doce, pastagens, jardins rurais e florestas secundárias altamente degradadas.